# Arusha (Distrikt)
Arusha (oder Arusha Rural oder Arumeru) ist ein Distrikt in der tansanischen Region Arusha mit dem Verwaltungssitz in der Stadt Arusha. Der Distrikt hat eine Fläche von 1239 Quadratkilometer bei einer Einwohnerzahl von 449.518 (Volkszählung 2022).

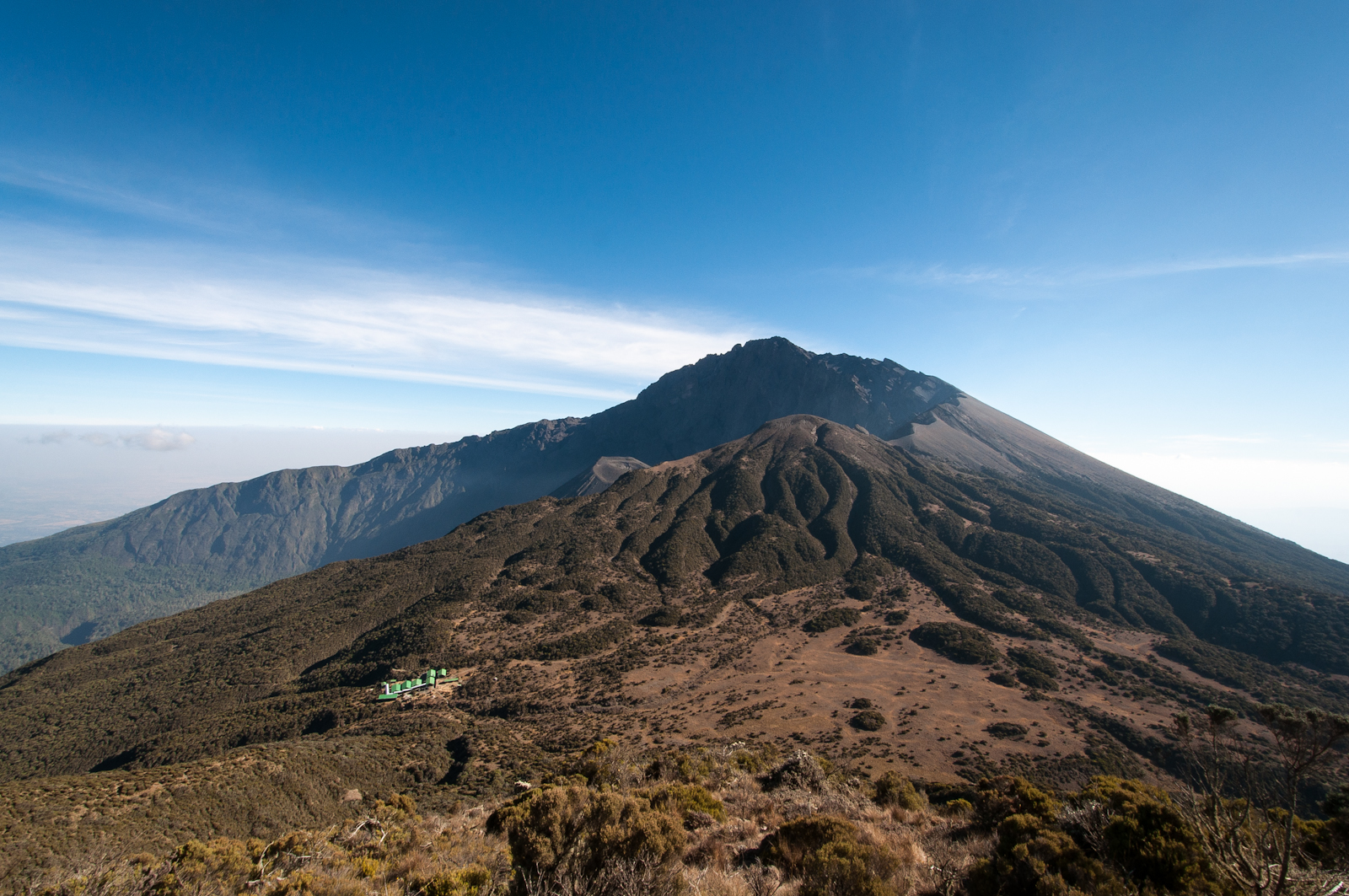
Mount Meru

## Geographie

### Lage
Der Süden des Distriktes liegt auf einem Hochland von etwa 1000 Meter Seehöhe. Aus dem sanft hügeligen Land steigt das Land im Norden zum 4566 Meter hohen Mount Meru an.

### Klima
Das Klima in Arusha ist warm und mild, Cwb nach der effektiven Klimaklassifikation. Es gibt zwei Regenzeiten. Lange Regen fallen von April bis Juni, von Oktober bis Dezember gibt es kurze Regenschauer. Insgesamt fallen jährlich 800 bis 1000 Millimeter Niederschläge, die Temperatur liegt zwischen 16 und 33 Grad Celsius.

### Nachbardistrikte
Der Distrikt umschließt den Distrikt Arusha (CC) beinahe vollständig.
|         | Longido                                     |      |
| Monduli | Kompassrose, die auf Nachbargemeinden zeigt | Meru |
|         | Arusha (CC) Manyara (Region)                |      |

## Geschichte
Der Distrikt wurde 2007 mit der Teilung des Distriktes Arumeru gegründet.

## Verwaltungsgliederung
Der Distrikt besteht aus dem einen Wahlkreis (Jimbo) Arumeru Magharibi und 27 Gemeinden (Kata, Ward) gegliedert:
- Bangata
- Bwawani
- Ilboru
- Ilkiding'a
- Kimnyak
- Kiranyi
- Kisongo
- Kiutu
- Laroi
- Lemanyata
- Mateves
- Mlangarini
- Moivo
- Musa
- Mwandet
- Nduruma
- Oldonyowass
- Oldonyosambu
- Olorien
- Oljoro
- Olkokola
- Olmotonyi
- Olturumet
- Sambasha
- Sokon II
- Tarakwa

## Bevölkerung
Im Jahr 2002 hatte der Distrikt 193.788 Einwohner. Innerhalb von zehn Jahren stieg diese Anzahl auf 271.432 Einwohner an. Im gleichen Zeitraum nahm die Alphabetisierungsrate von 76 auf 83 Prozent zu. Im Jahr 2016 lebten 360.651 Menschen im Distrikt. Bis zur Volkszählung 2022 stieg die Bevölkerungsanzahl auf 449.518.

## Einrichtungen und Dienstleistungen
- Bildung: Für die Ausbildung der Kinder gibt es im Distrikt 138 Grundschulen, von denen 92 öffentliche Schulen sind und 46 privat betrieben werden (Stand 2018).[10]
- Gesundheit: Neben den staatlichen Einrichtungen, wie dem Krankenhaus in Arusha, gibt es sieben private Gesundheitszentren und neun Gesundheitszentren, die von kirchlichen Organisationen betrieben werden. Auch 35 traditionelle Heiler bieten ihre Hilfe an.[11]
- Wasser: Mit 94 Wasserversorgungs-Systemen werden 57,6 Prozent der Bevölkerung mit sicherem und sauberem Wasser versorgt (Stand 2019).[12]

## Wirtschaft und Infrastruktur

### Landwirtschaft
50.425 Hektar, das ist etwa ein Drittel der Gesamtfläche des Distriktes, werden landwirtschaftlich genutzt. Insgesamt wurden im Jahr 2012 rund 200.000 Rinder, 170.000 Ziegen, 90.000 Schafe und 430.000 Hühner gehalten. Der Distrikt ist vor allem für seinen Kaffee bekannt, der überwiegend von Kleinbauern angebaut wird. Gemeinsam mit dem Nachbardistrikt Kilimandscharo wird mehr als die Hälfte des tansanischen Arabica Kaffees angebaut. Dieser erwirtschaftet ein Drittel der Exporterlöse von Tansania (Stand 2000).

### Fremdenverkehr
Arusha ist der zentrale Ausgangspunkt für viele Safaris in die Nationalparks im Norden Tansanias, sei es die Serengeti, der Ngorongoro-Krater, der Manyara-See, der Kilimandscharo oder die Olduvai-Schlucht. Auch bietet die Stadt selbst durch ihre über 100 Nationalitäten interessante Architektur und historische Denkmäler. Direkt vor den Toren der Stadt liegt der Arusha-Nationalpark rund um den Mount Meru, den fünfthöchsten Gipfel Afrikas.

### Infrastruktur
- Straßen: Arusha liegt sowohl an der Nationalstraße T2, die von Daressalam nach Kenia führt, wie auch an der T5, die Arusha mit Dodoma verbindet.[17]
- Der internationale Flughafen Kilimandscharo liegt an der Grenze zum Distrikt Meru.[18]

## Naturschutzgebiete, Sehenswürdigkeiten
- Arusha-Nationalpark: Dieser 1960 eingerichtete Park ist mit seinen 552 Quadratkilometer ein kleiner Park in Tansania. Da seine Höhenlage von 1500 bis 4566 Meter über dem Meer reicht, bietet er Steppenlandschaft, Dschungel und Hochgebirge auf kleinem Raum.[19][20][21]